# Xysticus jiangi
Xysticus jiangi là một loài nhện trong họ Thomisidae.
Loài này thuộc chi Xysticus. Xysticus jiangi được miêu tả năm 2000 bởi Peng, Chang-Min Yin & Joo-Pil Kim.